# Jane Juffer
Jane A. Juffer, född 12 juli 1962, är en amerikansk genus- och kulturvetare. Hon är knuten till Cornell University, där hon är medansvarig för programmet för studier i feminism, genus och sexualitet och professor i engelska. Juffer är författare till sex böcker i relaterade ämnen.

## Biografi

### Bakgrund, aktivism
Juffer växte upp i småstaden Orange City i nordvästra Iowa. Hon var under sina tidiga år präglad av Dutch Reformed Church, vars syn på folk och raser hon senare blev starkt kritisk emot. Hon inledde sina akademiska studier vid Drake University i Des Moines, där hon avlade fil.kand.-examen i journalistik. Under studietiden var hon aktiv på studenttidningen The Daily Iowan, som 1983 vann ett pris som bästa studenttidning i fyra delstater.
Därefter arbetade hon en tid på Europa-editionen av Wall Street Journal. Detta avlöstes av en period som frilansande journalist och som en av redaktörerna för Pacific News Service. Hennes artiklar om latinamerikanska invandrares situation vid den amerikansk-mexikanska gränsen syntes i tidningar som Progressive, In These Times, Mother Jones och Texas Observer.
Under 1980-talet deltog Juffer i både som aktivist för latinamerikanska invandrares rättigheter och i kampen emot Sydafrikas apartheidpolitik.

### Senare studier, akademisk karriär
Juffers fortsatta studier skedde vid Loyola University i Chicago, där hon 1991 avlade Master of Arts-examen i litteratur. Därefter studerade hon vid University of Illinois i Urbana-Champaign, där hon 1997 avlade sin examen som filosofie doktor.
Hon har verkat som föreläsare på Pennsylvania State University, där hon var en av de ansvariga för studierna i latinamerikansk kultur. 2008 antog hon en tjänst vid Cornell University, där hon senare blivit medansvarig för programmet för studier i feminism, genus och sexualitet.
Jane Juffer har i sitt akademiska arbete fokuserat på ett antal olika kulturämnen. Dessa inkluderar kulturstudier i allmänhet, studier om latinamerikansk kultur, feministisk teori, etnografi, policystudier och religion. Hennes forskningsmetod är inspirerad av teoretikern Emmanuel Levinas och är baserad på tanken att djupt kända åsikter hämtar mest kraft från personliga möten.

### Privatliv
Jane Juffer har varit gift med Grant Farred, en sydafrikansk akademiker som växte upp i Kapstaden. De två möttes under en akademisk konferens.

## Författarskap

### Pornografi och feminism
Juffer har sedan 1998 författat ett halvdussin akademiska verk i ämnen relaterade till sina forskningsstuder. Detta inleddes med At Home with Pornography, en översikt över ett komplicerat ämne tätt kopplat till kvinnors trygghet, lust, personliga utveckling och plats i samhället. I boken, som även fungerade som Juffers doktorsavhandling, ser hon den mångåriga kampen mellan anti-pornografiaktivister och de okritiskt porrpositiva som en fruktlös och svart-vit beskrivning av en verklighet som innehåller mer än offer och stärkande av ens egenmakt. Hon presenterar en utveckling där kvinnor i det fördolda tagit del av möjligheterna genom att bli den största konsumentgruppen för skriven erotica. Juffer utgår från hur det sexuella materialet konsumeras i kvinnornas vardag, långt från mediernas larmande rubriker.
I boken ser hon hur kvinnornas konsumtion av erotisk litteratur och film kan stärka deras självförtroende, samtidigt som det förstärker konservativa ideal. Under det sena 1900-talet ökade utbudet av erotiska underkläder, kabel-TV-kanaler och tillgången till sexleksaker – i en tid när onani började bli alltmer accepterat. Boken skrevs 1998, när Internet och dess internetpornografi precis började göra sig bemärkt. Genom historien har de offentliga sexuella arenorna ofta per definition setts som tillägnade män, vilket ofta begränsat kvinnors möjligheter att ta del av sexuell underhållning. Pornografi och annan erotica har dock alltmer kunnat konsumeras i den privata sfären, vilket underlättat även kvinnors erotiska konsumtion. Juffer ser i boken kvinnor som mestadels långt mer aktiva i sin konsumtion och sina val av vad som kan skänka dem njutning.
Juffers bok hör, vid sidan av verk som Laura Kipnis' Bound and Gagged (1996) och Catharine Lumbys Bad Girls, till de 1990-talsböcker som lyfte fram kvinnors konsumtion och navigerande i det nya sexuella medielandskapet. Sexualforskare som Feona Attwood (se Porn Studies) och Caroline West har flitigt citerat Juffers tankar om hur anti-pornografiaktivister delar pornografernas behov av chockverkan för att nå sitt mål.
Unga feminister står i fokus i Millennial Feminism at Work: Bridging Theory and Practice" (2021). Här fungerar Juffer som redaktör för en samling texter författade av nyutexaminerade studenter på akademiska program relaterade till feminism runt om i USA; bokprojektet fick inspiration från ett återbesök på Cornell University av sju tidigare studenter på skolan och deras berättelser. Utmaningarna handlar bland annat om de olika yrkesvägarna mot det privata näringslivet, utbildningsväsendet, volontärarbete, sjuk- och hälsovården och mediejobb. Textförfattarna pekar på olika utmaningar men menar att en utbildning inom genusvetenskap eller sexologi ändå kan vara mycket värd på dagens arbetsmarknad.

### Moderskap och barns upplevelser
2006 publicerades Single Mother: The Emergence of the Domestic Intellectual, ytterligare en bok som tog sin utgångspunkt i den kvinnliga vardagen och hennes hem. Boken har som tema den ensamstående modern, en ofta ifrågasatt individ som på senare år även ibland setts som en stark och självtillräcklig människa. Juffer utgår från sina egna erfarenheter som ensamstående mor och har utöver det intervjuat ett stort antal andra kvinnor i liknande situation. I boken studerar hon perspektiv som välfärdsstaten, immigration, barnomsorg och den växlande statusen, och Juffer ser den ensamstående modern som en entreprenör och modern "hemmaintellektuell". När boken kom ut föddes tredje amerikan som barn till en ensamstående mor.
Don't Use Your Words! (2019) handlar om hur barn lär sig att kontrollera sina känslor och hur de kan ta spjärn mot den här emotionella styrningen genom olika sorters kulturproduktion. Enligt Juffer har TV-programutbudet för barn alltmer aktivt velat få barn att hantera känslor som ilska, något som enligt henne snarare förstärkt normativa strukturer som minskar barns möjligheter till olika känslouttryck. Boken fokuserar på barn mellan fem och nio års ålder, och hon visar att de bland annat i bild tydligt bearbetar sina känslor för vad som händer omkring dem. Juffer menar också att barn kan ge röst åt sina egna känslor, utan att vuxna behöver tala i deras sak.

### Två böcker om invandring
Immigration är ämnet i Intimacy across Borders (2013), med undertiteln "Race, Religion, and Migration in the U.S. Midwest". Hon belyser de olika möten och kulturkrockar som på skett på senare år, på grund av en ökad invandring till ett traditionellt "vitt" Mellanvästern från Latinamerika. Där träffas personer med olika ras, religion (katoliker mot evangelikanska protestanter) och sociopolitisk bakgrund. Juffer visar hur en starkt konservativ miljö tar intryck av den nya kulturpåverkan som sker i "hjärtat av småstads-USA". Det leder till fördjupade relationer mellan individer, samtidigt som det kan driva fram starka reaktioner, hatbrott och invandringsfientliga lagar. I Juffers uppväxtort Orange City tog den lokalt dominerande reformerta kyrkan avstånd från apartheidpolitiken i Sydafrika (länge stödd på en systerkyrkas politik) först 2010. Detta skedde enligt Juffer först när den lokala kyrkan tagit intryck av invandringen från Latinamerika.
2023 kom Letters from Inside a U.S. Detention Center, en bok som presenterar ett livsöde i USA:s invandringspolitiska skugga. "Carla" fick tillbringa två år i ett interneringsläger nära Buffalo, och hennes brevskrivande ger en inblick i hur en queer kvinna kan uppleva USA:s fängelsesystem. Boken lyfter missförhållanden i USA:s fångvård och hur trauma från en invandrares tidigare liv kan kompliceras av svårigheterna att ges en plats i det nya landet.